# Tedashii
Tedashii Lavoy Anderson, noto semplicemente Tedashii (Lufkin, 8 marzo 1977), è un rapper statunitense.

## Biografia
Il primo album in studio di Tedashii a esordire nella Billboard 200 è stato Identity Crisis, uscito nel maggio 2009. Blacklight (2011) ha debuttato al 63º posto della classifica, mentre Below Paradise (2014) ha segnato il suo miglior posizionamento, finendo in 17ª posizione.

## Discografia

### Album in studio
- 2006 – Kingdom People
- 2009 – Identity Crisis
- 2011 – Blacklight
- 2014 – Below Paradise
- 2019 – Never Fold

### EP
- 2022 – This Time Around 2
- 2023 – Dead or Alive Pt. 1
- 2024 – Dead or Alive Pt. 2

### Singoli
- 2010 – Bury Me
- 2010 – Brand New
- 2015 – Nothing I Can't Do
- 2015 – Be Me
- 2015 – Jumped Out the Whip
- 2016 – I'm Good
- 2017 – Free
- 2017 – Way Up
- 2017 – Messenger
- 2018 – Emmanuel
- 2018 – Splash (feat. 1K Phew)
- 2018 – What's the Case (feat. NoBigDYL)
- 2018 – We Came to Play (feat. Canon)
- 2019 – Diamonds
- 2019 – Activate
- 2020 – Us (con Jawan)
- 2021 – Never Give Up (con 116 e Paul Russell)
- 2021 – Lights in the City
- 2022 – Mirror Talk
- 2022 – Respect My Team (con Trip Lee e Lecrae)
- 2022 – Have a Nice Day (feat. 1K Phew)
- 2023 – Texas Pete (con Trip Lee feat. Lecrae)
- 2023 – MMA Freestyle
- 2023 – Dead or Alive
- 2023 – For Christmas
- 2024 – IYKYK
- 2024 – Pray for Me (con DKG Kie)
- 2024 – Praise (Lift Him Up) (con Sherwin Gardner e Jonathan Traylor)